# Вергиза
Вергиза — река в России, протекает в Килемарском районе Республики Марий Эл. Устье реки находится в 27 км по правому берегу реки Арда. Длина реки составляет 15 км, площадь водосборного бассейна 93,5 км².
Исток реки в лесном массиве в 28 км к югу от посёлка Килемары. Река течёт на юго-запад по заболоченному ненаселённому лесу. Приток — Пежеанянгер (правый). Впадает в Арду северо-восточнее деревни Паулкино.

## Данные водного реестра
По данным государственного водного реестра России относится к Верхневолжскому бассейновому округу, водохозяйственный участок реки — Волга от устья реки Ока до Чебоксарского гидроузла (Чебоксарское водохранилище), без рек Сура и Ветлуга, речной подбассейн реки — Волга от впадения Оки до Куйбышевского водохранилища (без бассейна Суры). Речной бассейн реки — (Верхняя) Волга до Куйбышевского водохранилища (без бассейна Оки).
Код объекта в государственном водном реестре — 08010400312110000044126.